# Six trios opus 1 de Luigi Boccherini
Écrits en 1760 à seulement 17 ans, les six trios opus 1 de Boccherini peuvent être considérés comme ses tout premiers travaux. Ils sont suivis par les quatuors à cordes opus 2 et par les duos pour deux violons opus 3. Ces trois recueils pour deux, trois et quatre archets apparaissent comme autant d'exercices destinés à peaufiner sa maîtrise de composition car nulle trace d'inexpérience ne s'y décèle. Bien au contraire, avec les trios de l'opus 1, ce sont de véritables œuvres accomplies et même d'une réelle maturité. 

## Présentation de l’œuvre
Comme le rappelle R. Rasch, les trios opus 1 révèlent déjà un grand nombre des caractéristiques à venir du compositeur : « la composition par blocs de mesures ; la répétition fréquente de phrases, l’accent mis sur l’atmosphère et l’humeur plutôt que sur la complexité du contrepoint et de l’harmonie (bien que certains mouvements soient de véritables fugues et que, çà et là, surgissent des tournures harmoniques inattendues), et ainsi de suite ». Une tradition rapporte que Christoph Willibald Gluck les a particulièrement appréciés.
Les six trios sont tous en trois mouvements et obéissent à trois schémas bien distincts: une succession vif-lent-vif avec un moderato comme premier mouvement et un presto dans le dernier qui prédomine pour les trios en fa majeur (G.77) et si bémol majeur (G.78); un modèle lent-vif-Tempo di Minuetto pour les trios en la majeur (G.79) et do majeur (G.82) et enfin pour les trios en ré majeur (G.80) et sol majeur (G.81) un lent-vif-fuga alla breve.
Ces trios ont été publiés à Paris par Antoine Bailleux sous le titre Sei Trietti Per Due Violini et Basso, portant le numéro d’opus 2, durant l’été 1767, faisant suite à l’édition, par Jean-Baptiste Venier, des quatuors opus 2, apparus quelques mois auparavant comme opus 1. Ils sont désignés comme Opera Piccola par Boccherini dans son catalogue.

## Structure
- Trio à cordes no 1 en fa majeur opus 1 (G.77)

1. Allegro non tanto, 44, fa majeur
2. Largo, 3/4, si bémol majeur
3. Presto, 2/4, fa mineur/fa majeur

Sa durée d'exécution est d'environ 12 minutes.
- Trio à cordes no 2 en si bémol majeur opus 1 (G.78)

1. Allegretto, 4/4, la majeur
2. Largo assai, 3/4, mi bémol majeur
3. Presto assai, 2/4, si bémol majeur

Sa durée d'exécution est d'environ 11 minutes.
- Trio à cordes no 3 en la majeur opus 1 (G.79)

1. Largo, 2/4, la majeur
2. Allegro, 4/4, la majeur
3. Tempo di Minuetto, 3/4, la majeur

Sa durée d'exécution est d'environ 11 minutes.
- Trio à cordes no 4 en ré majeur opus 1 (G.80)

1. Adagio, 4/4, ré majeur
2. Allegro con spirito, 4/4, ré majeur
3. Fuga. Allegro, 2/4, ré majeur

Sa durée d'exécution est d'environ 12 minutes.
- Trio à cordes no 5 en sol majeur opus 1 (G.81)

1. Larghetto, 3/8, sol majeur
2. Allegro con brio, 4/4, sol majeur
3. Allegro, 4/4, sol majeur

Sa durée d'exécution est d'environ 12 minutes.
- Trio à cordes no 6 en do majeur opus 1 (G.82)

1. Largo, 3/4, do majeur
2. Allegro brioso, 2/4, do majeur
3. Allegro, 3/4, do majeur

Sa durée d'exécution est d'environ 10 minutes.

## Discographie
- Sei Trii op. 1, [G.77-82] - Trio Arcophon (c. 1969, RivoAlto CRA 9001) (OCLC 315256828)